# Bourboni
Bourboni (francouzsky Maison de Bourbon, španělsky Casa de Borbón) nebo Bourbonové je zpravidla označována vedlejší linie rodu Kapetovců, která ve druhé polovině 16. století nastoupila na trůn Navarry a následně Francie. Později vládla v několika italských státech, od roku 1700/1713 panuje s krátkými přestávkami ve Španělsku a od roku 1964 také v Lucembursku. Může však také znamenat původní šlechtický rod ze střední Francie, jehož dědička se roku 1276 provdala za Roberta z Clermontu, nejmladšího syna krále Ludvíka IX. Svatého a stala se pramatkou výše zmíněné kapetovské linie. Rod Bourbonů patří k tzv. rodům princů královské krve.

## Původ rodu

Znak původního rodu de Bourbon

Rod Bourbonů odvozuje své jméno od stejnojmenného území ve střední Francii, jehož centrem byl hrad Bourbon l' Archambault. Nejstarší zmínky o členech tohoto rodu pocházejí z období před rokem 1000. Hlavní linie rodu vymřela roku 1171 a panství bylo následně zděděno rodem Dampierre. S francouzským královským rodem se rod Bourbonů spojil v roce 1276, kdy se Beatrix Burgundská (vnučka Archambauda IX. z Bourbon-Dampierre) provdala za Roberta z Clermontu, nejmladšího syna krále Ludvíka IX. Svatého.
Jejich syn Ludvík řečený Veliký se v roce 1327 stal vévodou z Bourbonu (jeho dcerou byla Beatrice, druhá manželka krále Jana Lucemburského). Jedním z Ludvíkových potomků je navarrský král Jindřich III., který usedl v roce 1589 na francouzský trůn jako první Bourbon, pod jménem Jindřich IV. a stal se tak zakladatelem nové královské dynastie.

## Bourbonští panovníci

Bourbonských vévodů z francouzského královského rodu

### Francouzští a navarrští králové
Francouzskou korunu získává protestantský rod Bourbonů po vymření mužských členů starší kapetovské větve Valois v roce 1589. Prvních pět let však probíhala občanská válka s katolickou opozicí. V roce 1593 učiní Jindřich Navarrský kompromis a přestoupí na katolickou víru. O rok později se stává prvním králem Francie z rodu Bourbonů. Bourboni vládnou až do revolučního roku 1792, kdy je král Ludvík XVI. sesazen a v roce 1793 popraven. Po pádu Napoleona Bonaparta se v roce 1814 Bourboni opět ujímají francouzského trůnu a králem se stává Ludvík XVIII., bratr popraveného Ludvíka XVI. V roce 1830 je dynastie na trůně vystřídána vedlejší rodovou linií Bourbonů, která panovala 18 let pod jménem Orléans. Kromě přídomku Orléans se u mužských vedlejších rodových linií Bourbonů používají ještě přídomky de Condé (odvozuje se od Ludvíka I. de Condé, strýce krále Jindřicha IV.), de Conti (vedlejší linie rodu de Condé), de Vendôme, de Montpensier a de Ligni.
Francouzští králové z rodu Bourbonů: Jindřich IV. , Ludvík XIII. , Ludvík XIV. , Ludvík XV. , Ludvík XVI. , Ludvík XVII. (oficiálně nevládl, ani nebyl korunován), Ludvík XVIII. (vládl, ale nebyl korunován) a Karel X. Posledním králem Francie byl Ludvík Filip z rodové linie Orléans.
Královská dynastie Bourbonů:
- Jindřich IV. - (1589–1610), od roku 1572 král Navarry
- Ludvík XIII. - (1610–1643)
- Ludvík XIV. - (1643–1715)
- Ludvík XV. - (1715–1774)
- Ludvík XVI. - (1774–1792), royalisty pokládán za krále do popravy v roce 1793
- Ludvík XVII. - (1793–1795), jeho syn, titulární král
- Ludvík XVIII. - (1814–1824), bratr Ludvíka XVI., titulární král od roku 1795
- Karel X. - (1824–1830), jeho bratr, poslední v hlavní linii

linie Bourbon-Orléans
- Ludvík Filip - (1830–1848)

Galerie
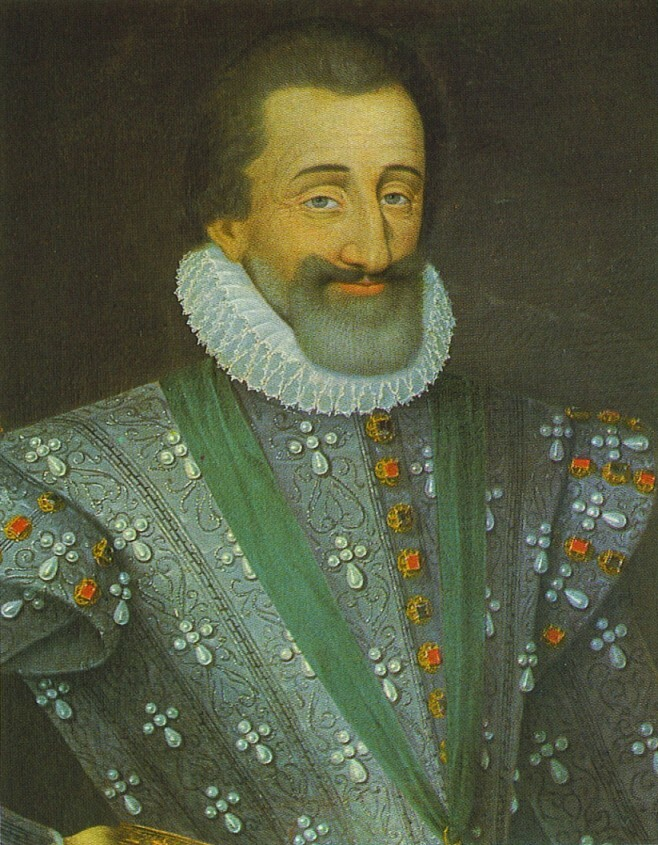
Jindřich IV.
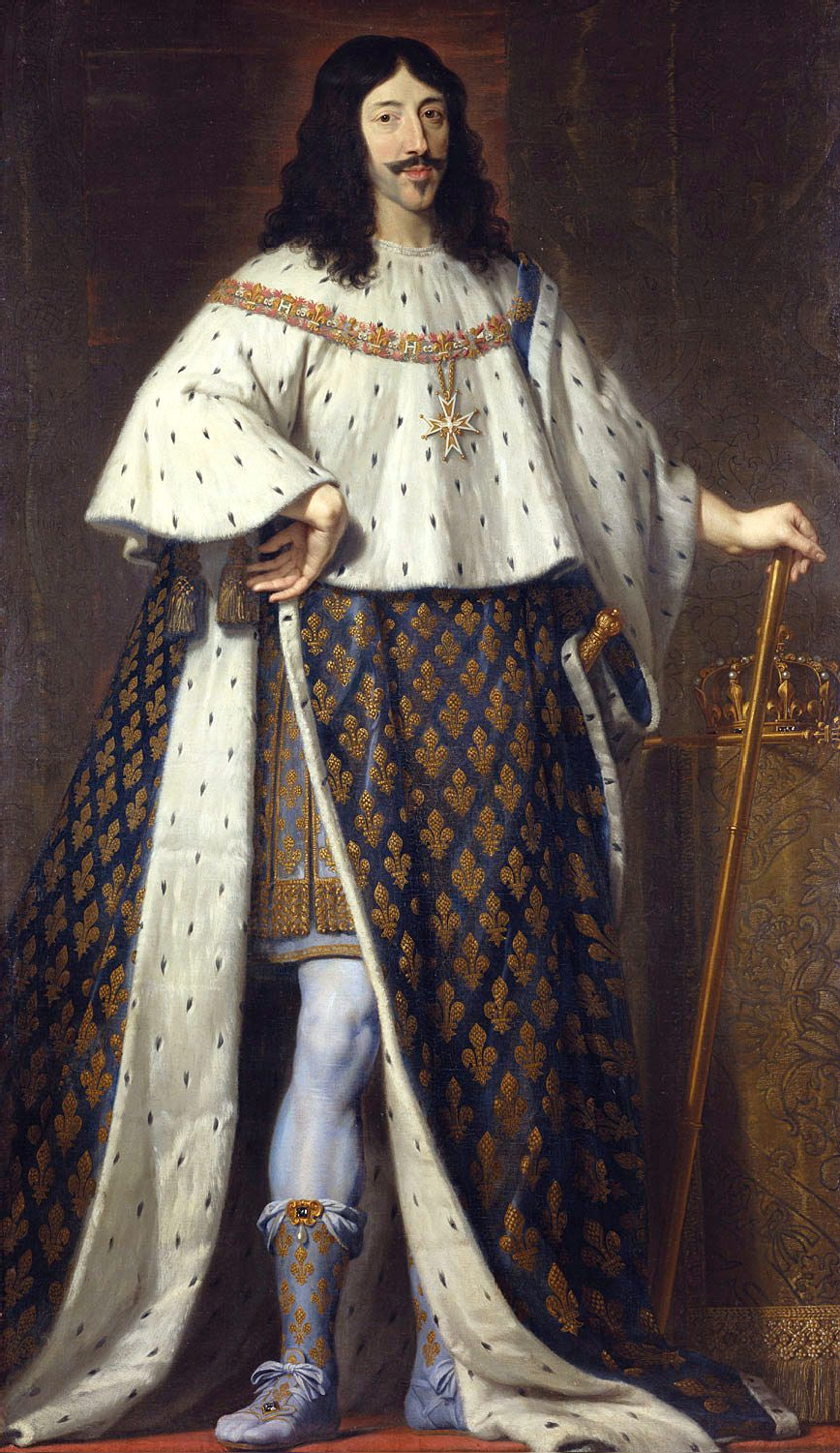
Ludvík XIII.
Ludvík XIV. Veliký
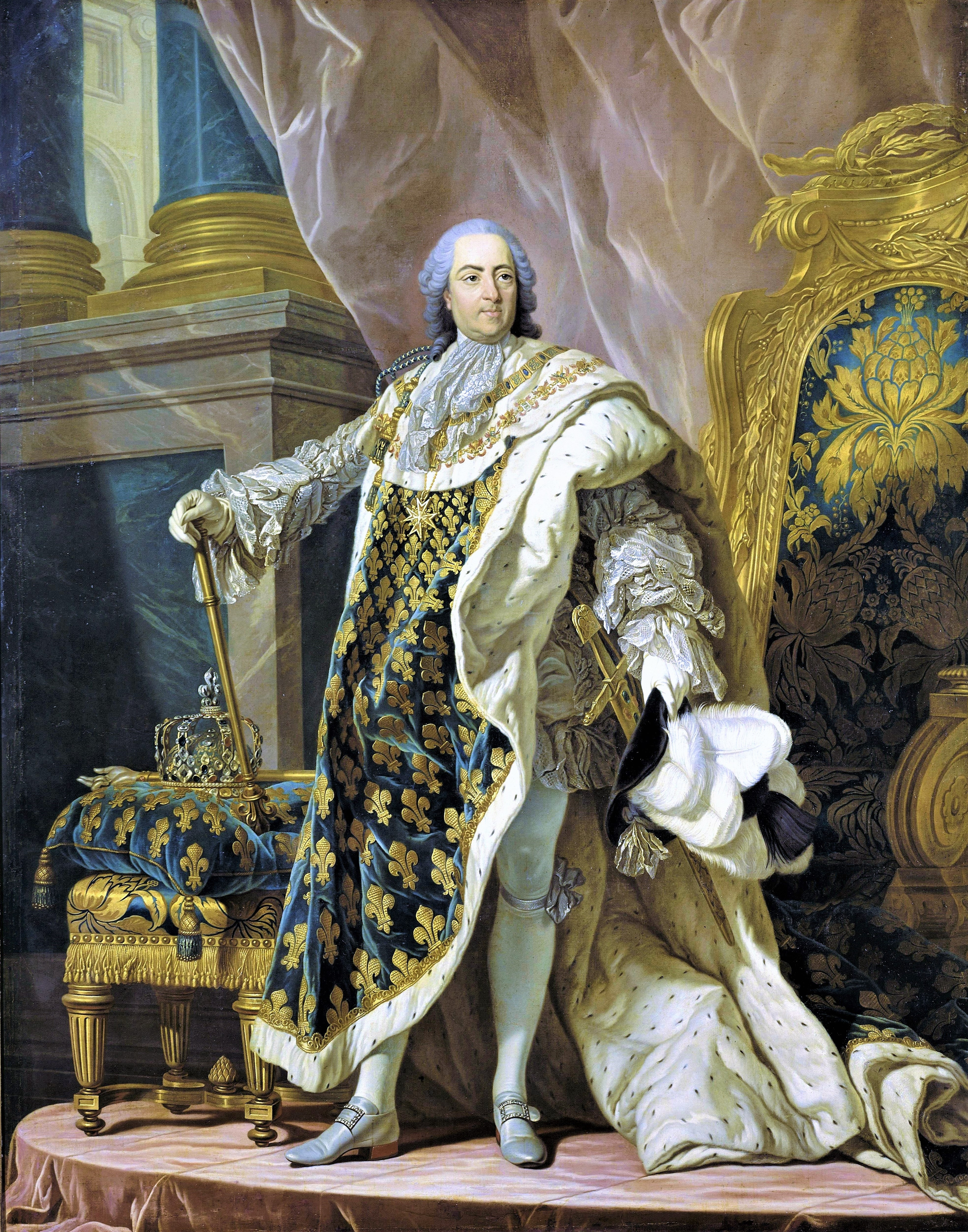
Ludvík XV.
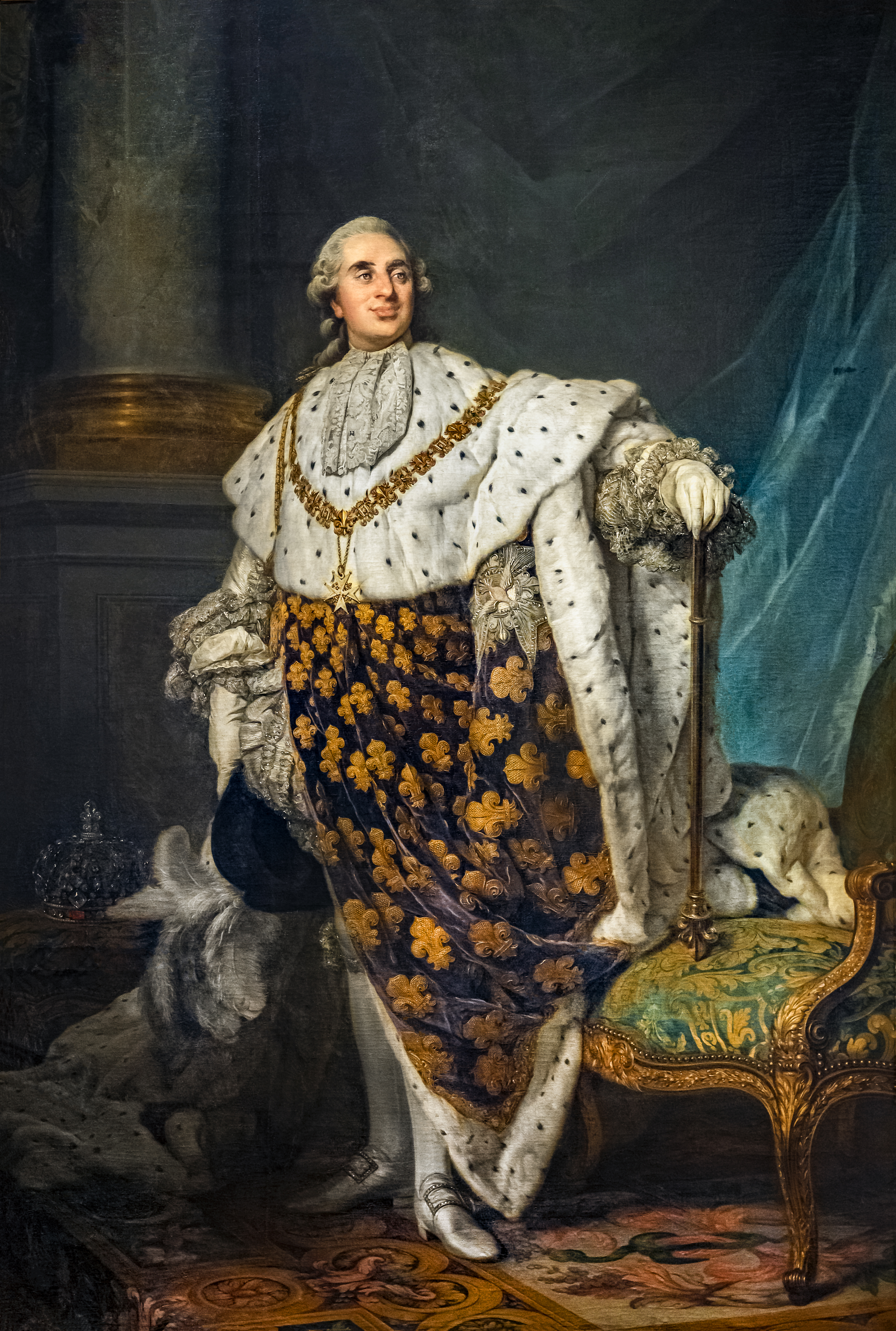
Ludvík XVI.
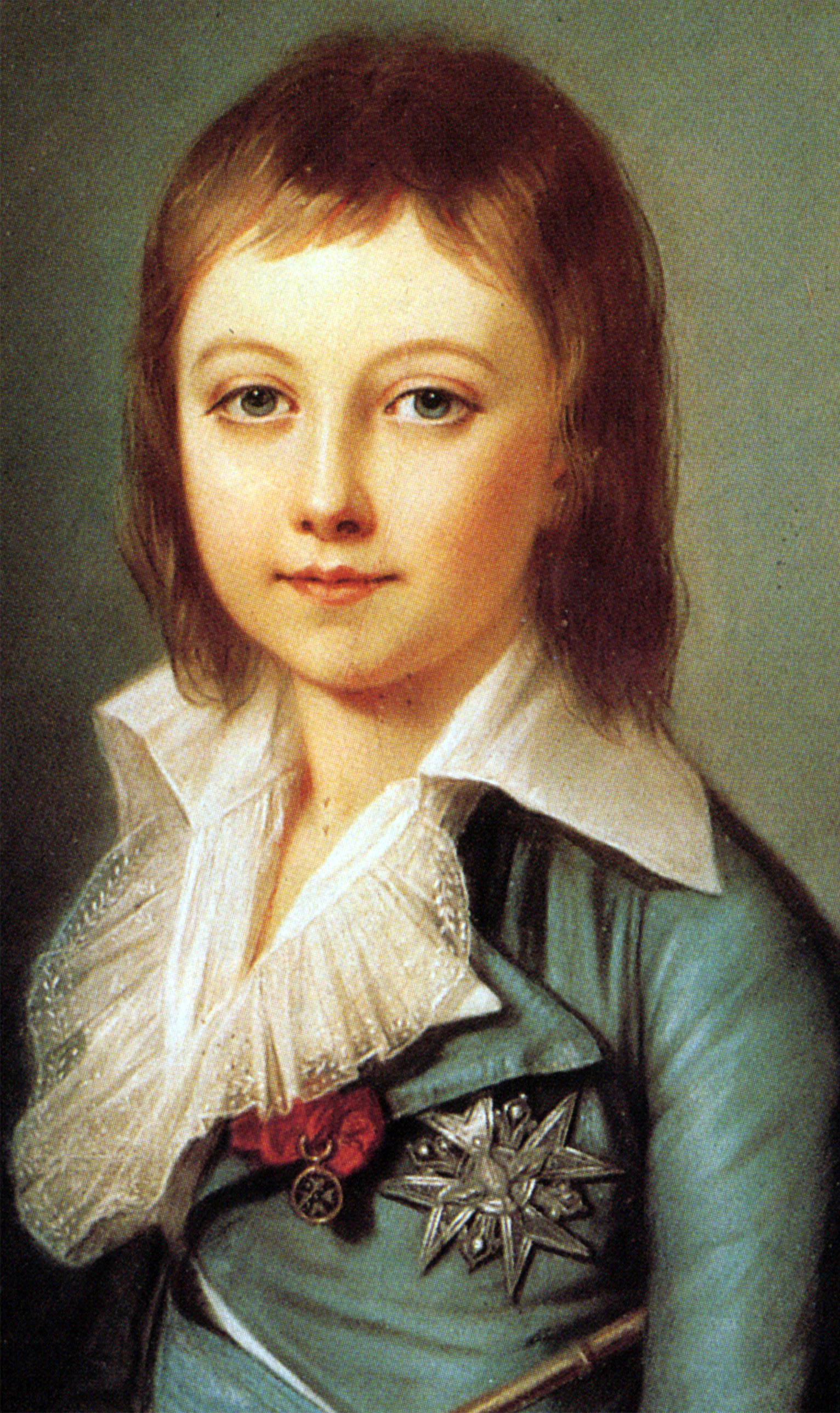
Ludvík XVII.
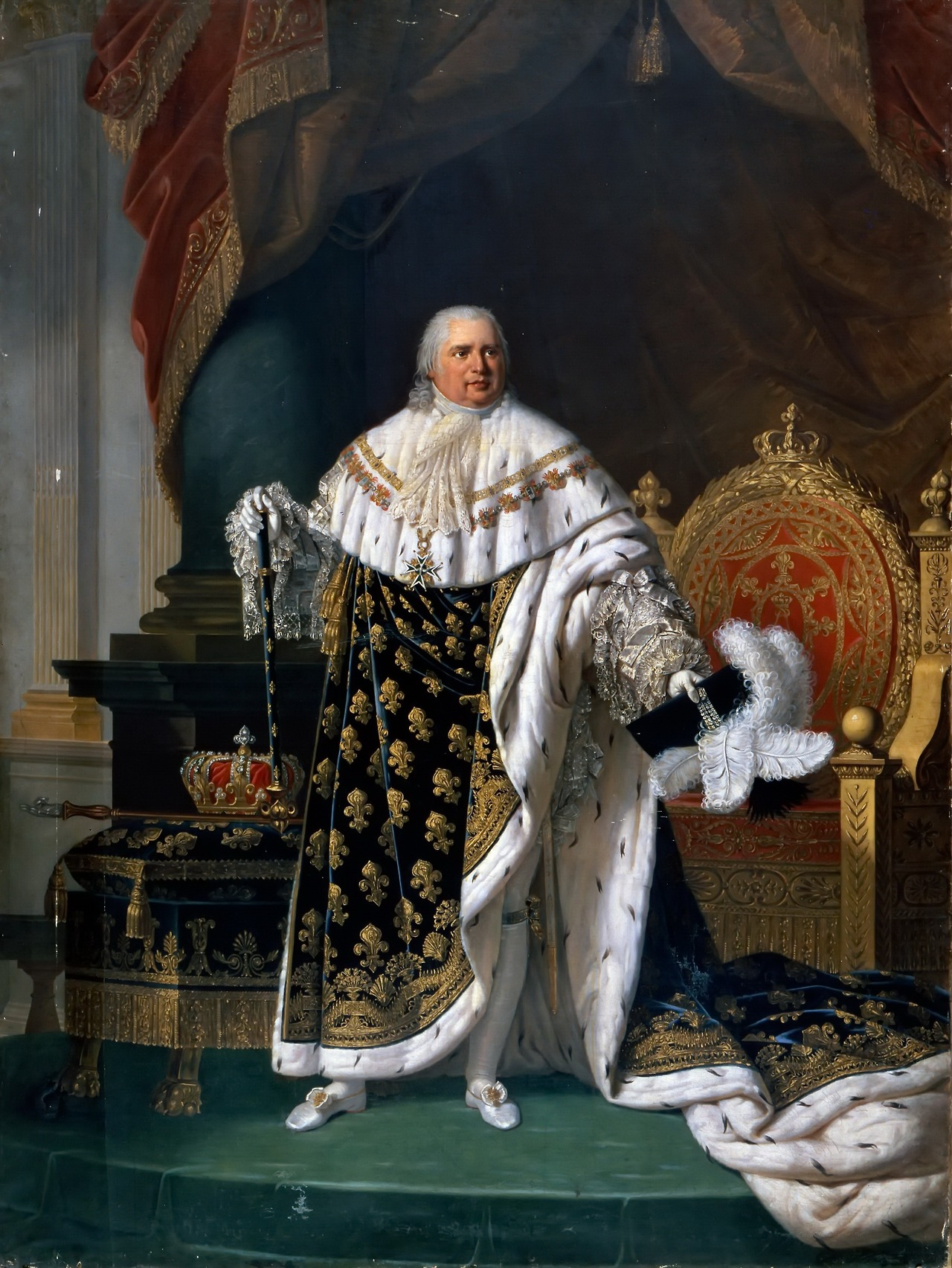
Ludvík XVIII.
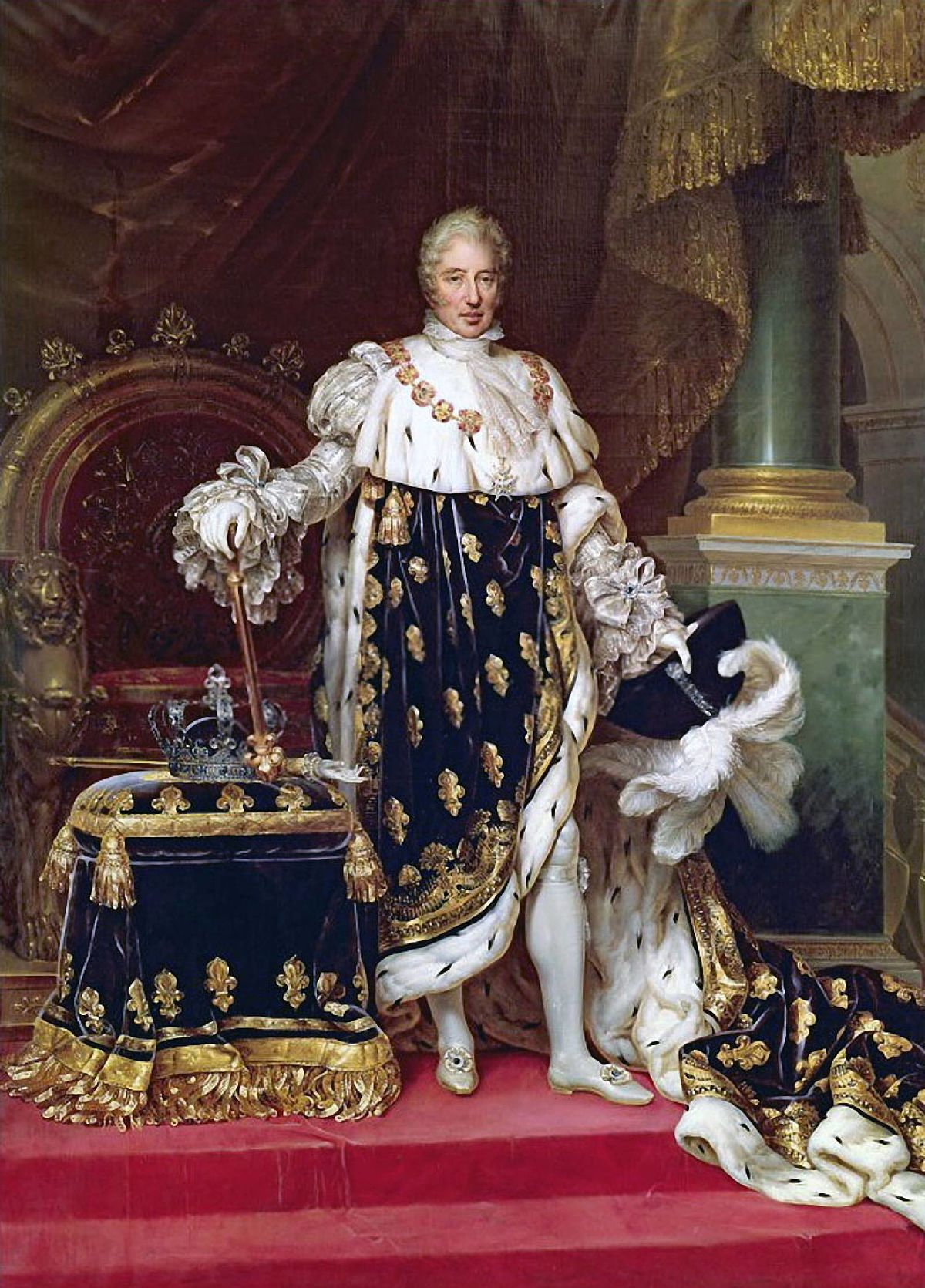
Karel X.
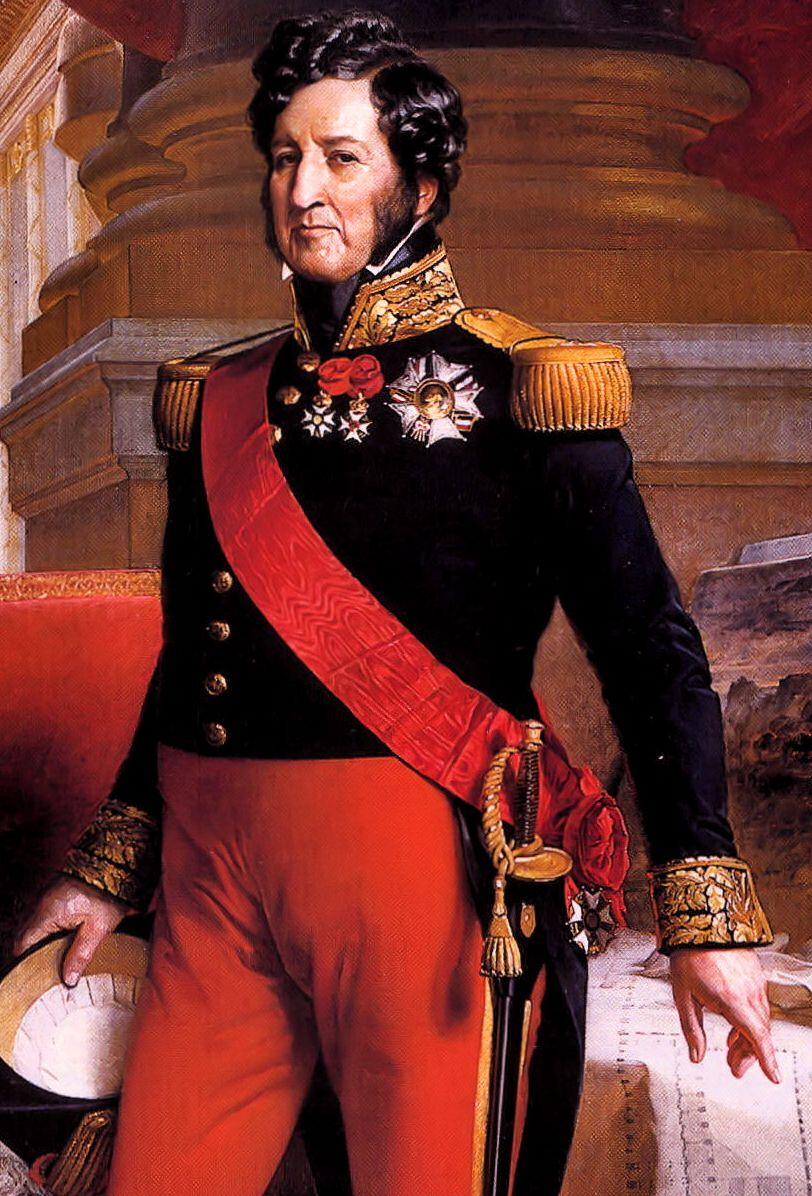
Ludvík Filip I.

#### Nárokovatelé francouzského trůnu (legitimisté)
- Karel X. - (1830–1836)
- Ludvík XIX. - (1836–1844)
- Jindřich V. - (1844–1883), vymřela s ním hlavní francouzské linie

Když v roce 1883 vymřela hrabětem z Chambord (Jindřich V.) hlavní bourbonská linie, přešel legitimní nárok podle primogenitury na větev Bourbon-Anjou, jejíž vedlejší větev vládne ve Španělsku. V té době také část legitimistů uzavřela s orléanisty dohodu podporující nárok větve Bourbon-Orléans na frac. trůn. Následnictví trůnu podle primogenitury se ale nezměnilo:
- Jan Bourbonský, hrabě z Montizónu - (1883–1887), také karlistický pretendent ve Španělsku
- Karel Maria Bourbonský, vévoda z Madridu - (1887–1909), také karlistický pretendent ve Španělsku
- Jaime Bourbon, vévoda z Madridu - (1909–1931), také karlistický pretendent ve Španělsku
- Alfons Karel Bourbonský - (1931–1936), také karlistický pretendent ve Španělsku, po jeho smrti je tento post sporný, zemřel bez potomků
- Alfons XIII. Španělský - (1936–1941), španělský král v letech 1886–1931
- Infant Jaime - (1941–1975)
- Alfons, vévoda z Anjou - (1975–1989)
- Ludvík Alfons, vévoda z Anjou - (od 1989), současná hlava rodu Kapetovců

#### Nárokovatelé francouzského trůnu (orleánisté, unionisté - po 1883)
- Ludvík Filip - (1848–1850)
- Filip Orleánský, hrabě pařížský - (1850–1894), od roku 1883 také pretendent unionistů
- Ludvík Filip, vévoda orleánský - (1894–1926)
- Jan Orleánský, vévoda z Guise - (1926–1940)
- Jindřich Robert Orleánský, hrabě pařížský - (1940–1999)
- Jindřich Orleánský, kníže pařížský, vévoda francouzský - (1999–2019)
- Jan, hrabě z Paříže (od 2019)

### Španělští králové
Ve Španělsku vládnou Bourboni v letech 1700 až 1868, 1870 až 1873, 1874 až 1931 a nyní od roku 1975. Kromě dvou rodových linií francouzských, Bourbon a Orléans, a jedné linie španělské, se rod dále dělí na linii neapolsko-sicilskou, parmskou a lucemburskou.
Španělští králové z rodu Bourbon-Anjou
- Filip V. - (1700–1724, 1724–1746), také sicilský král, parmský vévoda
- Ludvík I. - (1724), jeho syn
- Ferdinand VI. - (1746–1759), jeho bratr
- Karel III. - (1759–1788), jeho bratr
- Karel IV. - (1788–1808)
- Ferdinand VII. - (1808, 1813–1833)
- Isabela II. - (1833–1868), svržena

- Alfons XII. Španělský - (1874–1885), její syn
- Alfons XIII. Španělský - (1886–1931), pohrobek, regent do roku 1902
- Don Juan, hrabě z Barcelony - (1931–1975), jeho třetí syn
- Juan Carlos I. - (1975–2014), jeho syn
- Filip VI. - (od 2014), jeho syn

Galerie
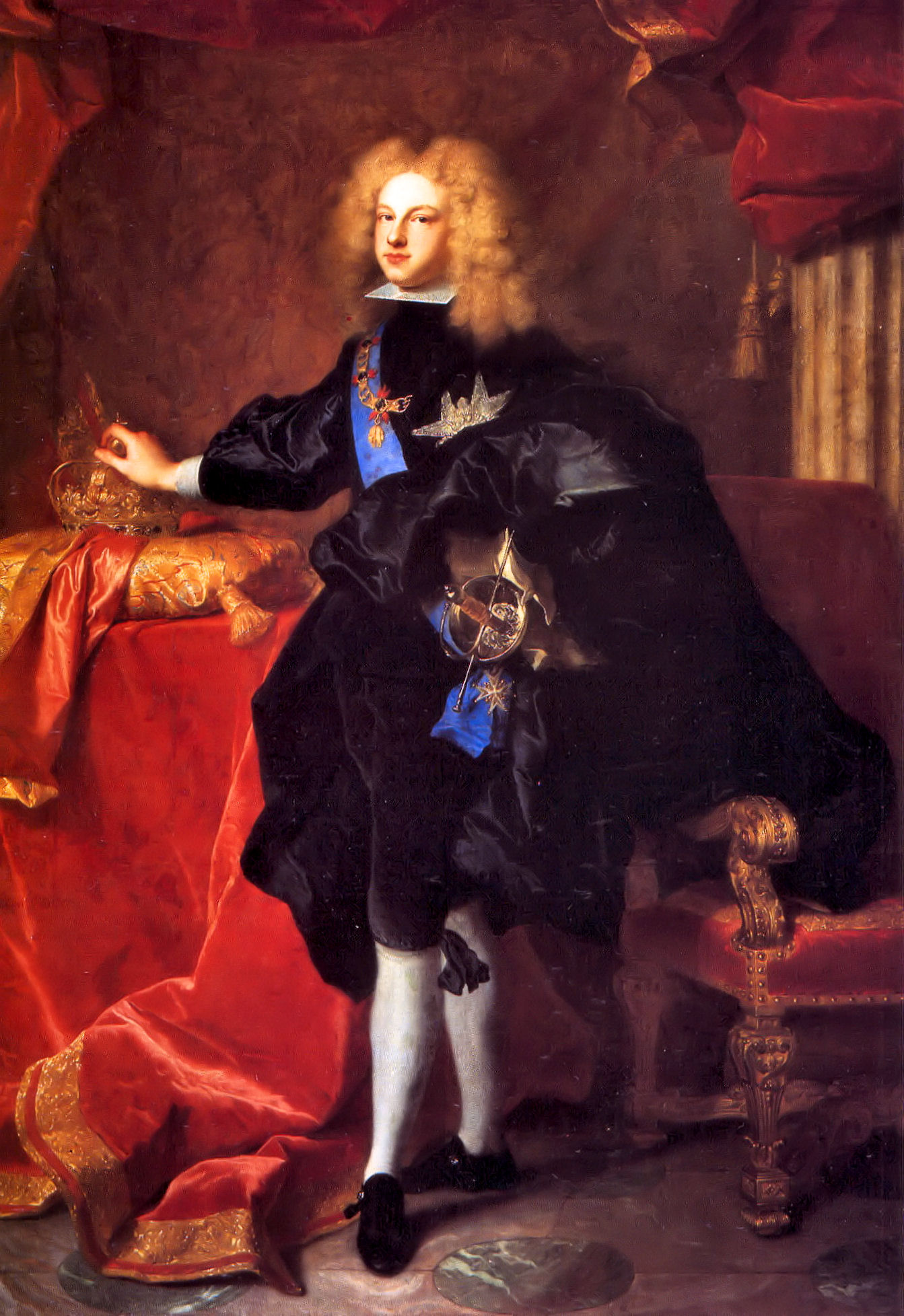
Filip V.
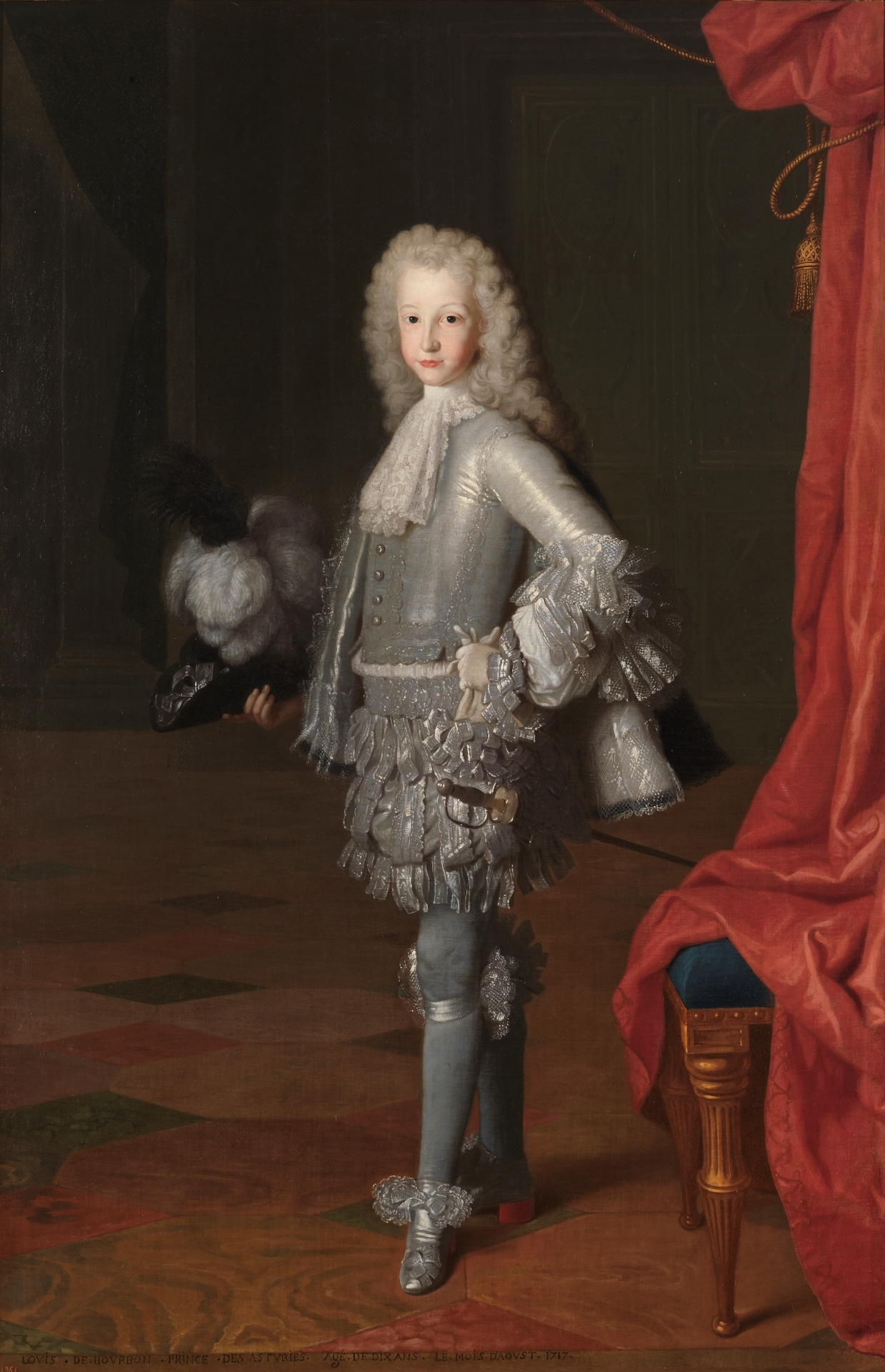
Ludvík I.
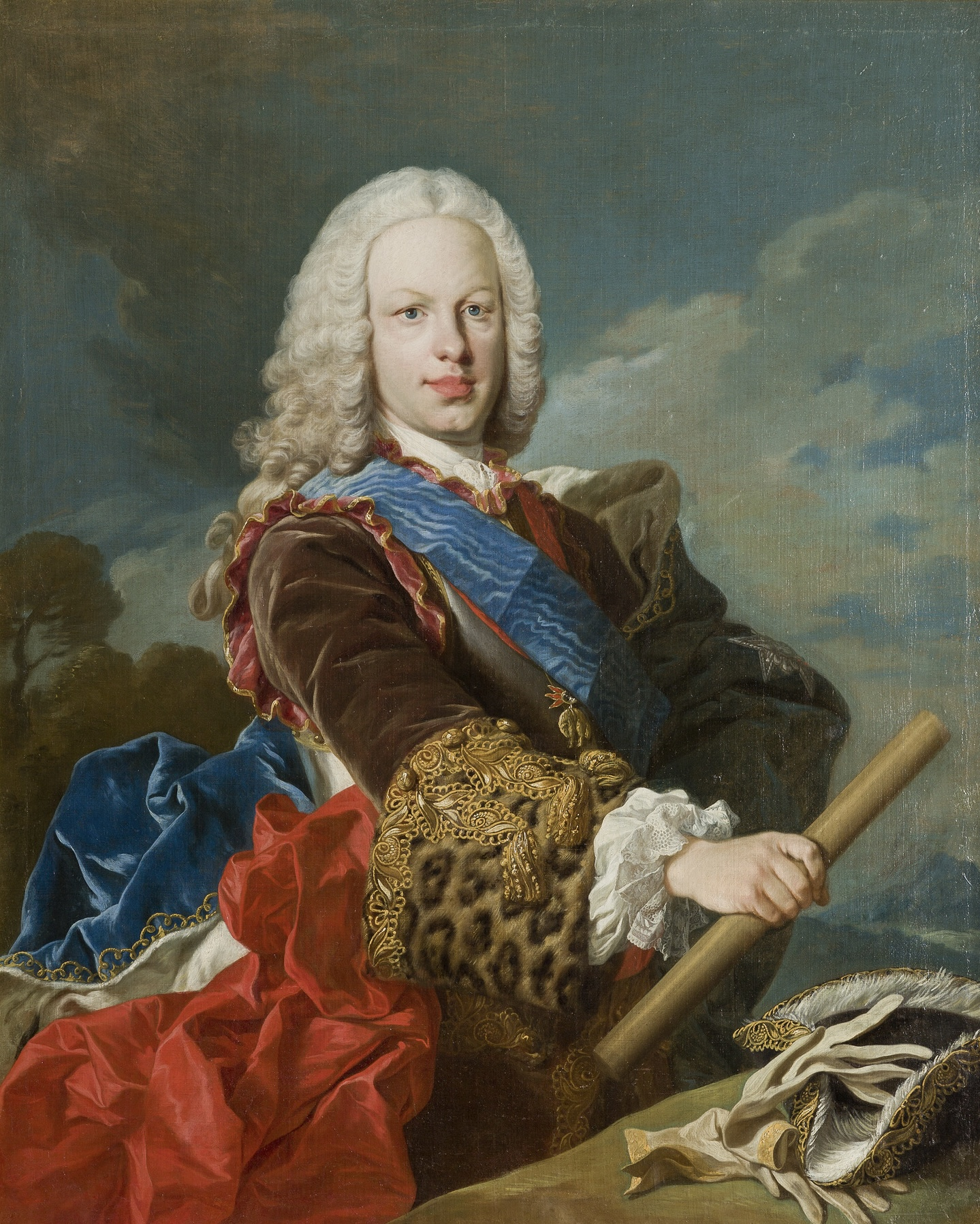
Ferdinand VI.
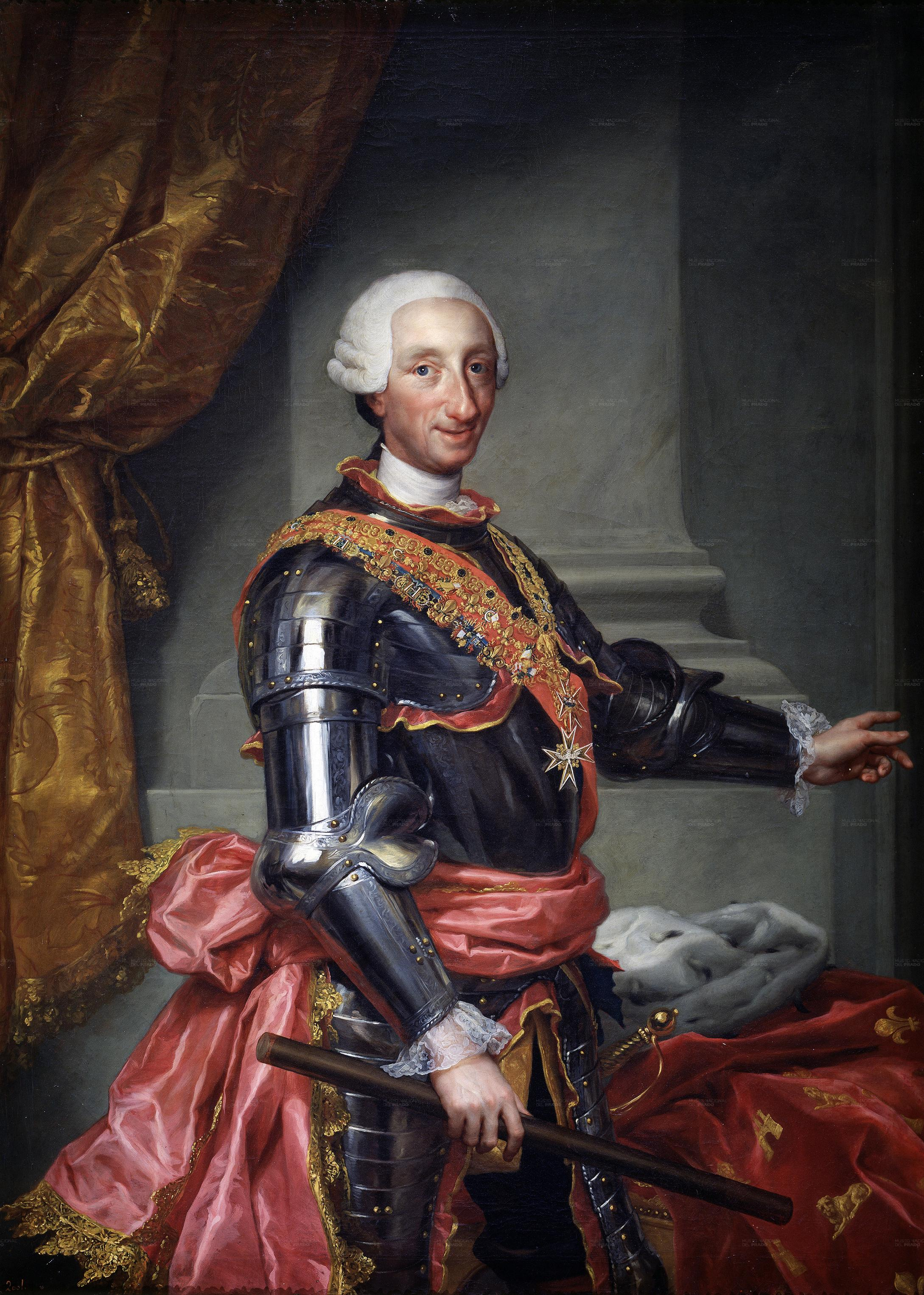
Karel III.
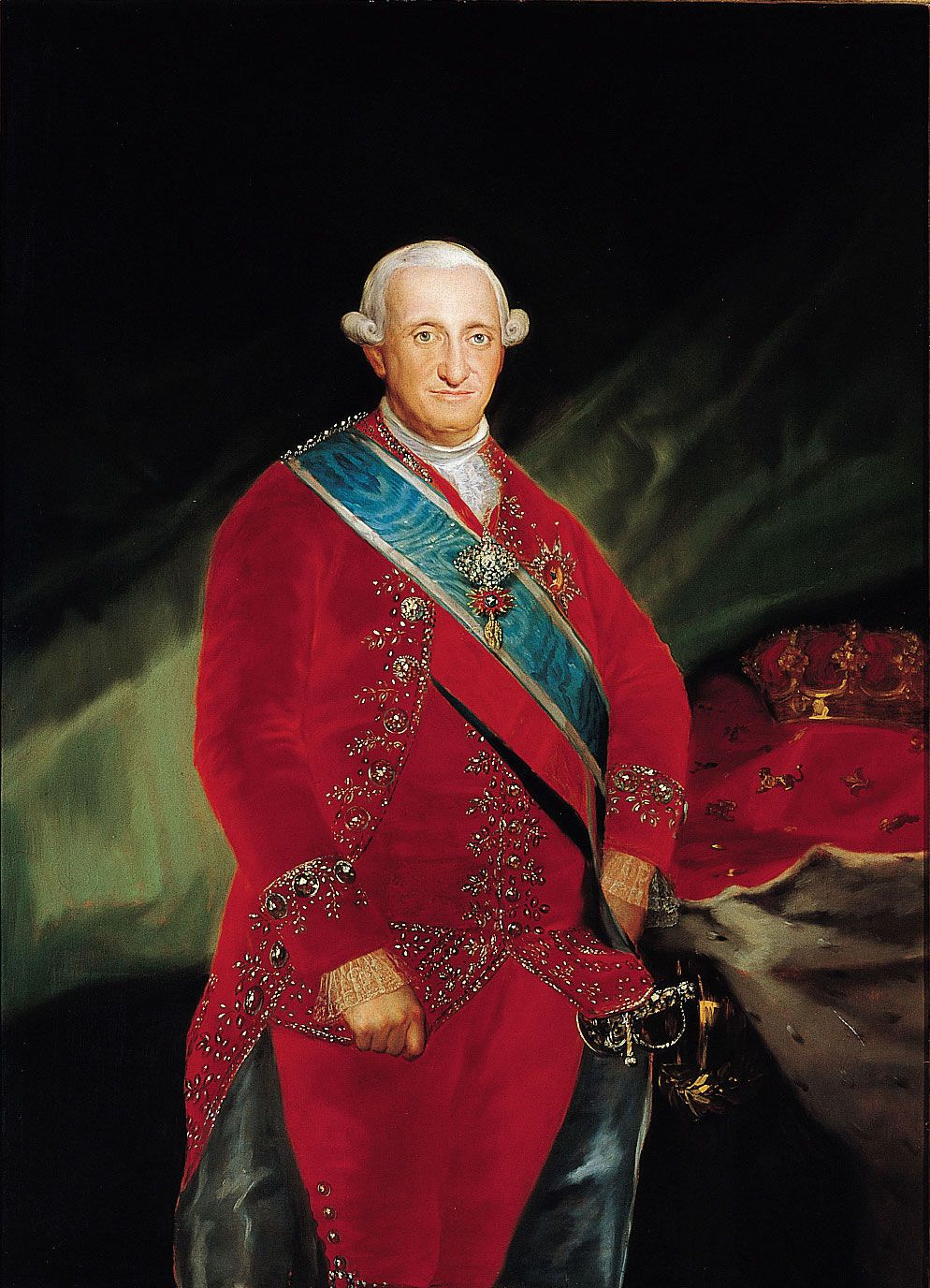
Karel IV.
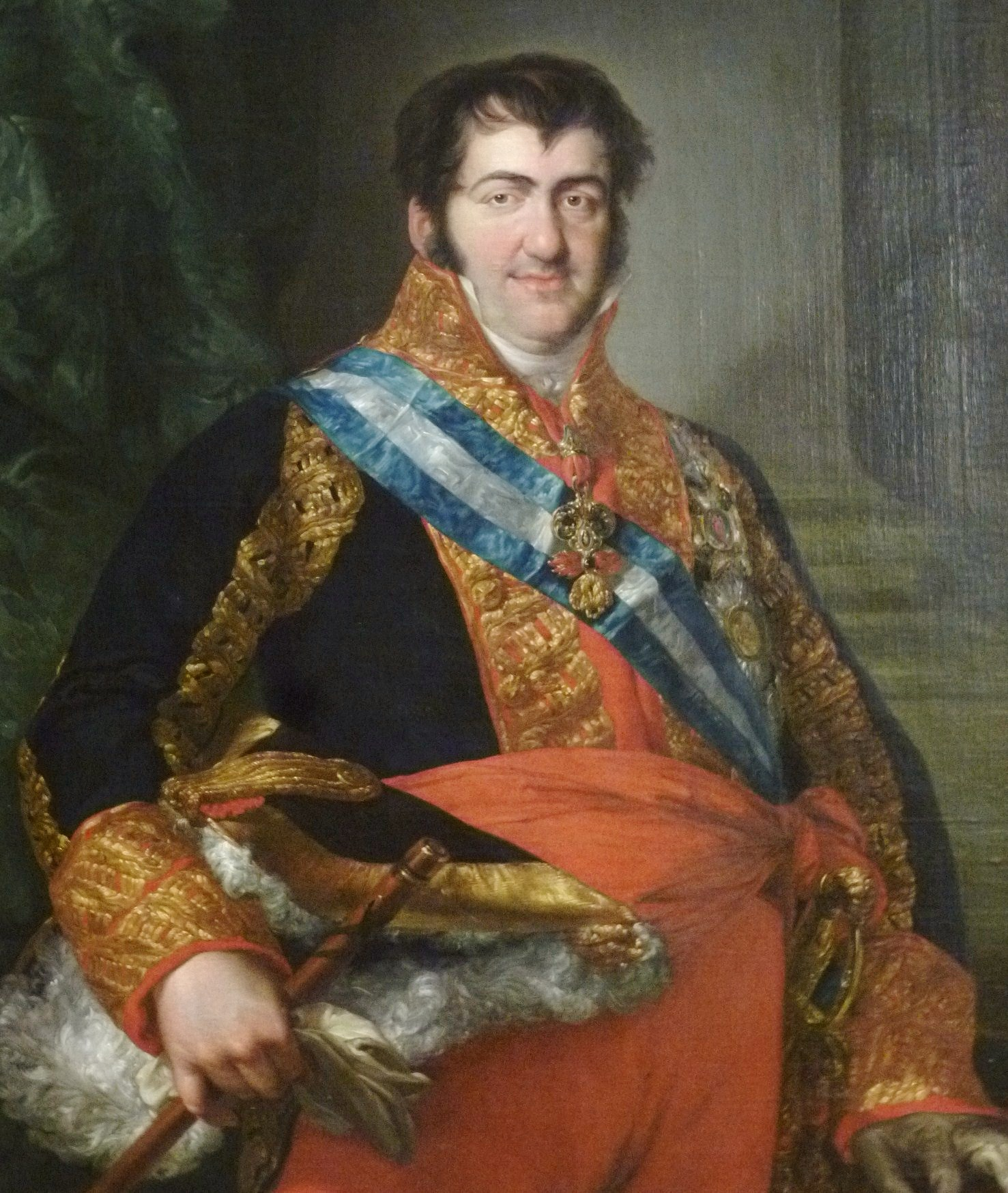
Ferdinand VII.
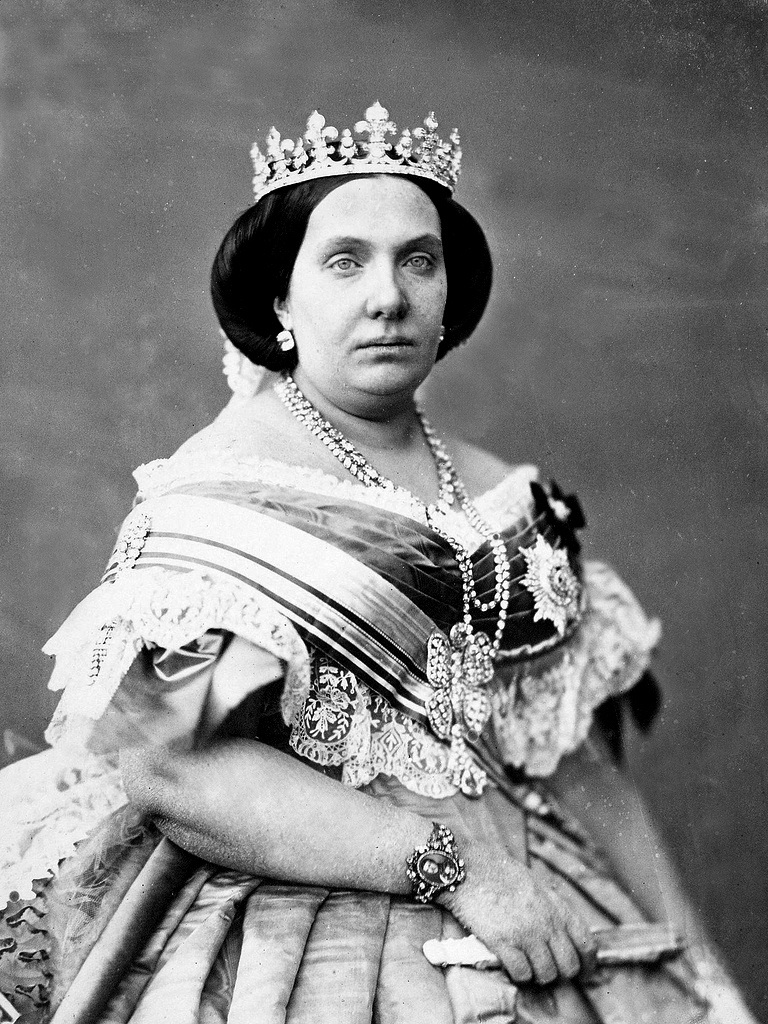
Isabela II.
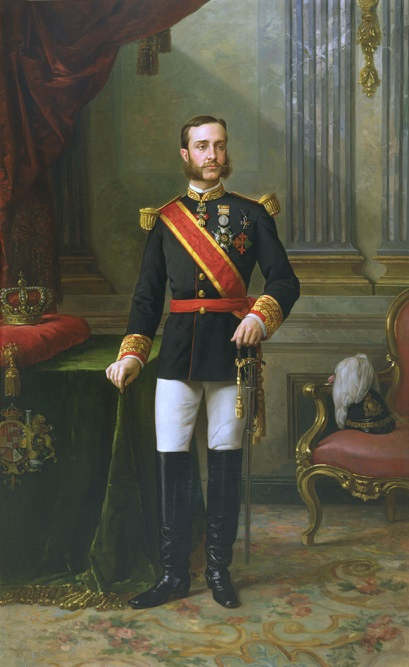
Alfons XII.
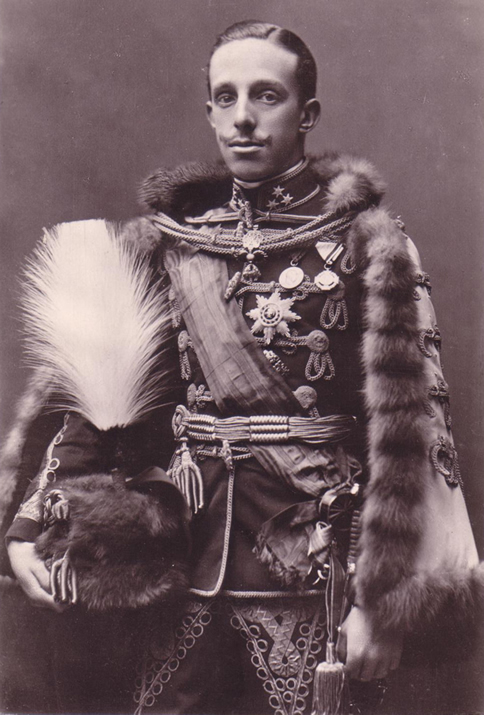
Alfons XIII.
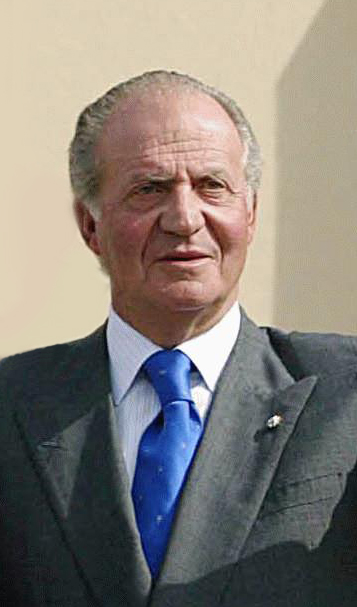
Juan Carlos I.

### Sicilští (a neapolští) králové
V Neapolském a Sicilském království vládli 1734 až 1808, jako králové Obojí Sicílie pak 1816 až 1860.
- Karel VI/VII. - (1735–1759)
- Ferdinand I. - (1759–1825)
- František I. - (1825–1830)
- Ferdinand II. - (1830–1859)
- František II. - (1859–1861)

Galerie
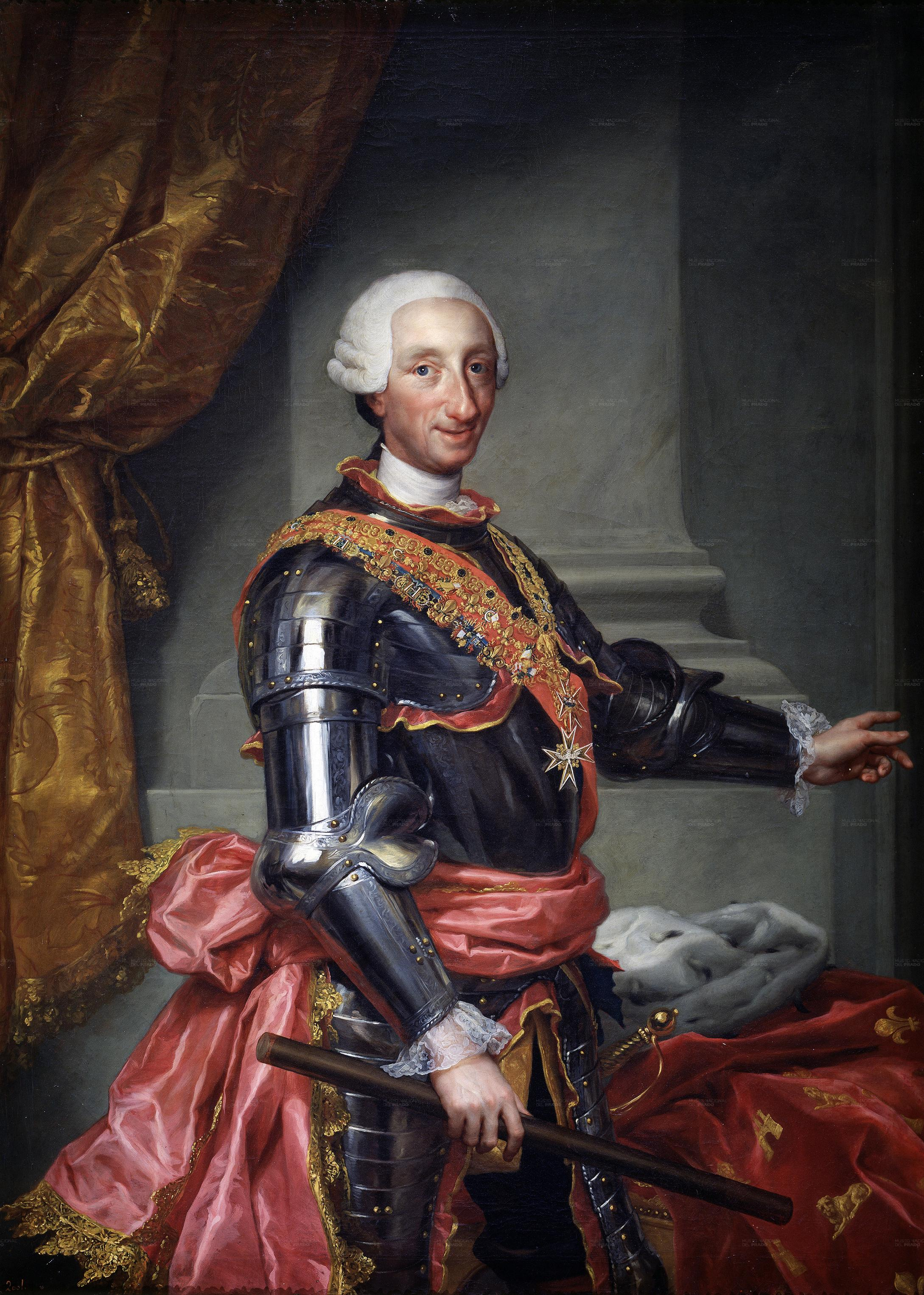
Karel I/III/VI/VII.
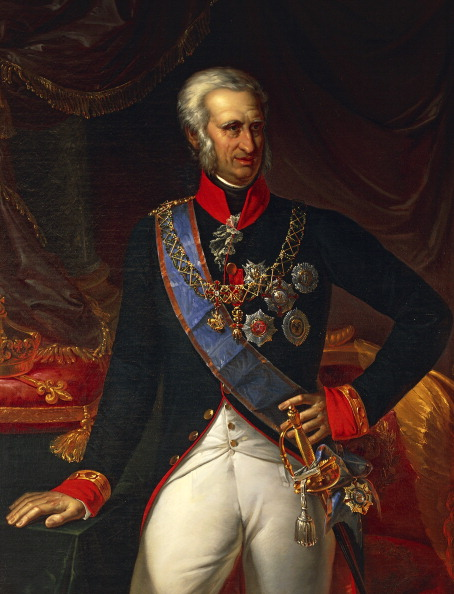
Ferdinand I.
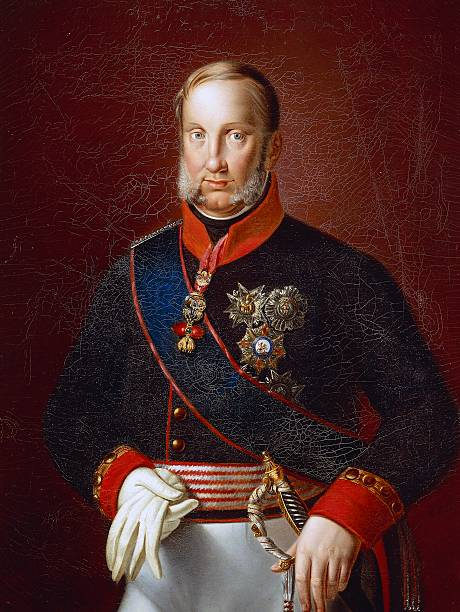
František I.
Ferdinand II.
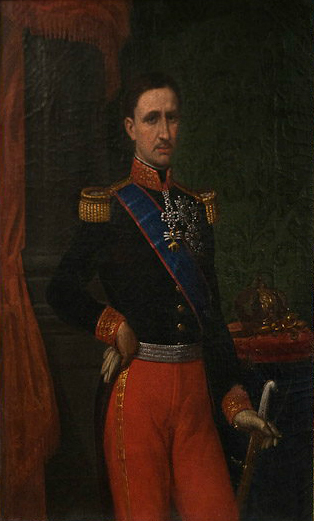
František II.

Titulární králové Obojí Sicílie:
- František II. - (1861–1894)
- Alfonso, hrabě z Caserty - (1894–1934)
- Ferdinand Pius, vévoda z Kalábrie - (1934–1960)
- Ranieri, vévoda z Castra - (1960–1973)
- Ferdinand, vévoda z Castra - (1973–2008)
- Carlo, vévoda z Castra - (od 2008)

### Parmští vévodové
Jako vévodové z Parmy od roku 1731 do 1735, 1748 až 1802 a 1847 až 1859 — z této linie také pochází současní velkovévodové lucemburští.
Bourbonští vévodové z Parmy:
- Karel I. - (1765–1802)
- Filip Parmský (syn Filipa V. Španělského) - (1748–1765)
- Ferdinand - (1765–1802), jeho syn
- Karel II. Ludvík - (1847–1849)
- Karel III. - (1849–1854)
- Robert I. - (1854–1860)

Galerie
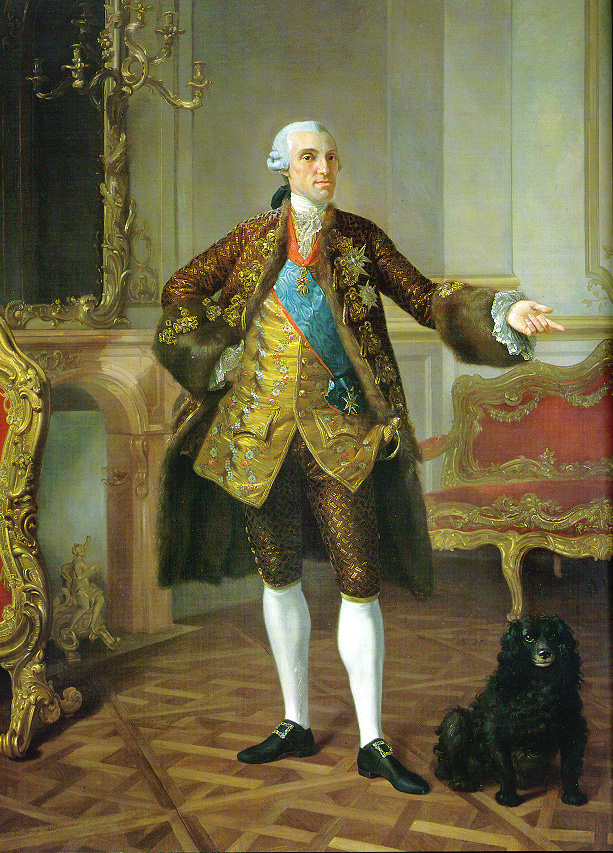
Filip I.
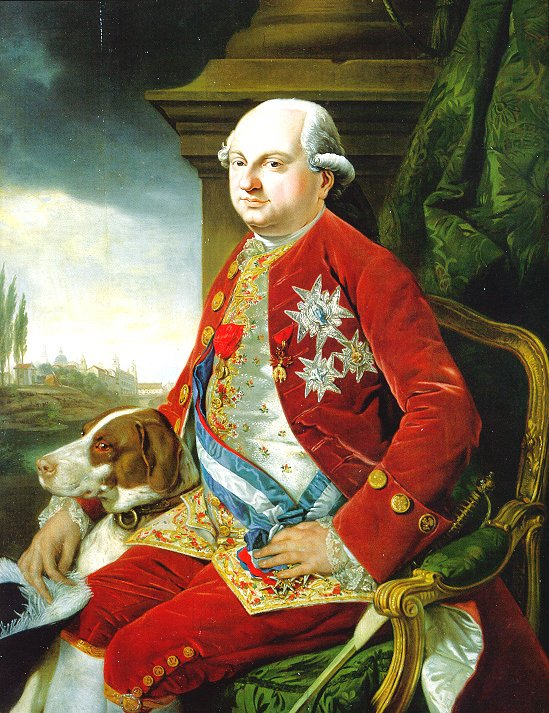
Ferdinand I.
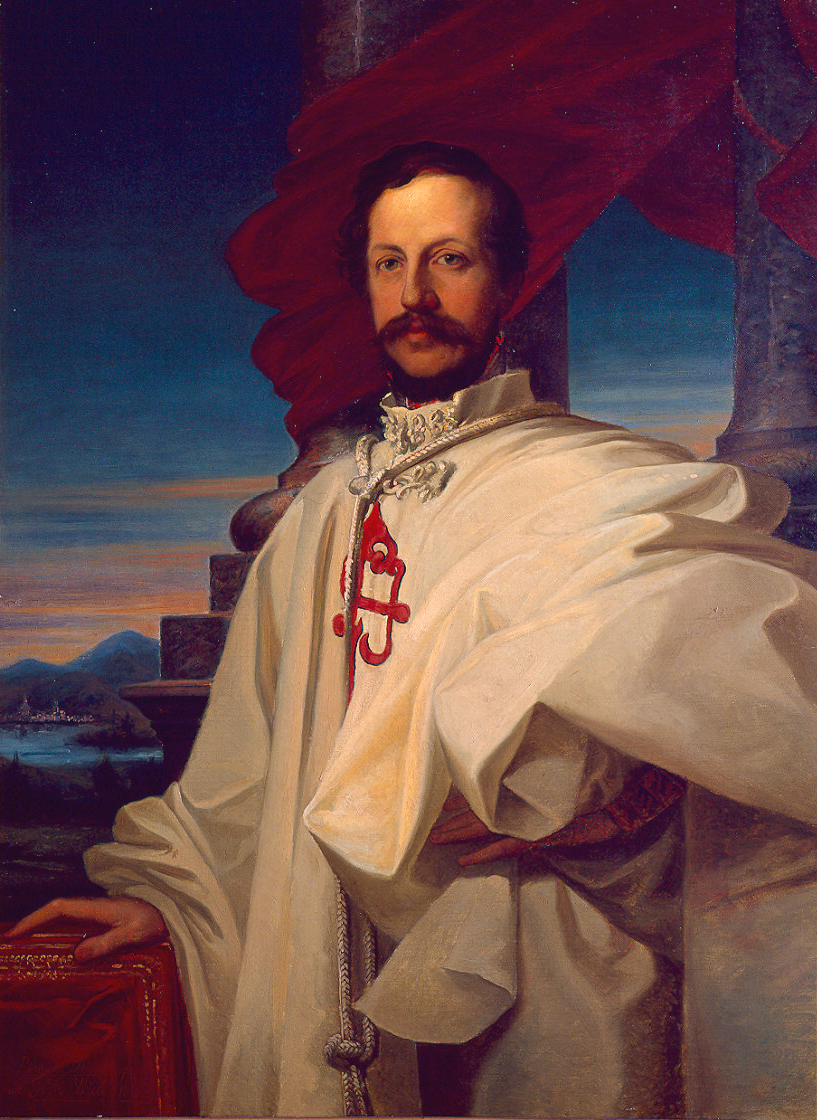
Karel II.
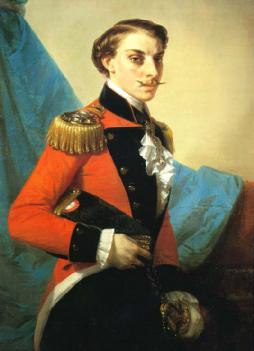
Karel III.

Titulární vévodové z Parmy:
- Robert I. - (1860–1907)
- Jindřich Parmský - (1907–1939)
- Josef Parmský - (1939–1950)
- Eliáš - (1950–1959)
- Robert II. - (1959–1974)
- František Xaver - (1974–1977), také karlistický pretendent španělského trůnu
- Karel Hugo - (1977–2010)
- Karel (V.) - (od 2010)

## Rodokmen (linie rodu)
- Vévodové de Bourbon
  - Vikomtové de Lavedan
  - Baronové de Busset
    - Hrabata de Bourbon-Chalus
    - Hrabata de Lignieres
    - Hrabata de Montpensier

  - Hrabata de la Marche et de Ponthieu
    - Hrabata de Vendôme
      - Královská dynastie Bourbon /1589-1883/
        - Královská dynastie Bourbon-Anjou /1700 - /
          - Vévodové ze Sevilly
          - Královská dynastie Bourbon-Sicílie
          - Bourbon-Parma, vévodové z Parmy, Piacenzi a Guastalli
            - Velkovévodové Lucemburští /1964 - /

        - Vévodové d'Orléans
          - Královská dynastie Bourbon-Orléans 
            - Knížata Orléans-Braganza
            - Orléans-Montpensier, vévodové z Galliery

      - Princové de Conde a de Conti
      - Vévodové de Bourbon-Monpensier